# والت بارنز
والت بارنز (بالإنجليزية: Walt Barnes) هو لاعب كرة قدم أمريكية وممثل أمريكي، ولد في 26 يناير 1918 في الولايات المتحدة، وتوفي في 6 يناير 1998 بلوس أنجلوس في الولايات المتحدة.

## وصلات خارجية
- والت بارنز على موقع IMDb (الإنجليزية)
- والت بارنز على موقع قاعدة بيانات الأفلام السويدية (السويدية)
- والت بارنز على موقع قاعدة بيانات الفيلم (الإنجليزية)